# 南山巡狩録
南山巡狩録（なんざんじゅんしゅろく）は、南朝の事績を中心とした編年体の史書。編者は大草公弼で、文化6年（1809年）8月の成立。書名の「巡狩」は天子が地方を巡視する意味だが、自序に「車駕南二狩于吉野一、造二行宮一置二百官一、是為二南朝一」とあり、直接的にはここから導かれた語であると推察される。

## 概要
首巻・本編15巻・附録1巻・追加5巻・遺草3巻の全25巻から成る大部な著作である（遺草は含めない場合もある）。各編目の内容は以下のとおり。
- 首巻 - 編述の意図を述べた序と引用書目・凡例に加えて、後醍醐天皇から後亀山院を経て高秀王・忠義王に至る南朝皇統の系図を収める。
- 本編 - 元弘元年（1331年）元弘の乱から元中9年（1392年）の南北朝合一までの南朝の事績を編年体で叙述。全項目に典拠が示されている。
- 附録 - 本編の続きに相当し、南北朝合一後から長禄2年（1458年）の神器帰洛までの南朝皇胤らの動向、いわゆる後南朝の始末を叙述する。
- 追加 - 本編の項目で典拠として採用した全ての古文書を年次に従って集録する。中には、現在既に原本の所在を失ったものも含まれている。
- 遺草 - 『新葉和歌集』『李花集』などから南朝君臣の和歌を集めたアンソロジー。詞書や作者に関する考証も適宜加えられている。南山遺草。

なお、長慶天皇在位の有無をめぐる議論については、塙保己一の『花咲松』の説に従い、非在位説（すなわち南朝三代説）の立場を採用している。

## 編者・年代
編者大草公弼の出身である大草氏は江戸幕府の一旗本に過ぎないが、その祖は信州小笠原氏の支流にして、南朝の皇胤良王君（尹良親王王子）に随従したとの伝承を保持しており（『浪合記』）、このような因縁から公弼は南朝史に対して格別の関心を寄せるようになったと言われている。文化6年（1809年）8月の自序によれば、南朝の史実には疎漏多くして完書がないため、「正統之君、節義之臣」の事績が湮滅することを遺憾とした公弼が、南朝に関する史料や文献を博捜･吟味して成稿したものとされる。起稿は文化甲子（1804年）9月とあるから、およそ満5年を費やして執筆したことになるが、史料蒐集を始めとする準備にはそれ以前から相当の歳月をかけているであろう。なお、本書は成稿した後間もなく幕府へ献納され、その際公弼は時服として小袖2重を賜っている（本書奥書、『続徳川実紀』文化6年9月21日条）。

## 諸本
写本は比較的多く、『国書総目録』登載のものだけでも40本弱に及ぶ。ただし、大部な著作であるために全巻揃った写本となると数は限られ、主な写本としては、国立国会図書館本・内閣文庫本・静嘉堂文庫本・宮内庁書陵部本・鹿児島大学玉里文庫本などが挙げられるに留まる。刊本としては、明治14年（1881年）『史籍集覧』に収められて広く世に知られるに至り、校訂者の近藤瓶城は紹介の労を執って識語に「其労力ノ久シテ識見ノ富メル伝説真偽ノ弁事実考証ノ精他人一時ノ学識ヲ以テ収拾説ヲ為ス者ノ得テ及ハサルモノアリ」と本書を賞賛した。同33年（1900年）再校を経て『改定史籍集覧』に収められ、この復刻版が臨川書店から刊行されている。

## 評価
江戸時代には水戸学派による南朝正統論の勃興を背景に、『桜雲記』『南方紀伝』を始めとする南朝編年史が作られたが、本書のように各項目に典拠を逐一示して史実を見極めようとする禁欲的な編述方針は画期的であり、多分に史書としての性格を具備したものと評価してよい。しかも、首巻の引用書目を見る限りでは、当時入手し得たであろう史料の大部分を網羅しているのみならず、各史料に対する批判や取捨選択も比較的厳密であり、近代以降の南北朝正閏論へ継承された所論も少なくない。南北朝時代の研究史上逸すべからざる大著なのは勿論のこと、特に追加編の古文書集は『南狩遺文』と合わせて、今日なお有益な史料を提供している。